# Prêmio FIFA Ferenc Puskás de 2014
O Prémio FIFA Ferenc Puskás de 2014, mais comumente Prêmio Puskás da FIFA de 2014 foi uma premiação para ser escolhido o gol mais bonito do ano, que foi realizada em 12 de janeiro de 2015, no Kongresshaus, em Zurique. James Rodríguez ganhou o prêmio, com seu gol na partida contra o Uruguai, válida pela Copa do Mundo FIFA de 2014.

## Finalistas
| Nome             | Nacionalidade | Clube/Seleçao   | Gol   |
| ---------------- | ------------- | --------------- | ----- |
| James Rodríguez  | colombiano    | Colômbia        | Vídeo |
| Robin van Persie | neerlandês    | Países Baixos   | Vídeo |
| Stephanie Roche  | irlandesa     | Peamount United | Vídeo |

## Candidatos
| Jogador(a)         | Time/Seleção        | Nacionalidade       | Competição                                | Vídeo |
| ------------------ | ------------------- | ------------------- | ----------------------------------------- | ----- |
| Tim Cahill         | Austrália           | australiano         | Copa do Mundo FIFA de 2014                | Vídeo |
| Diego Costa        | Atlético de Madrid  | brasileiro/espanhol | La Liga de 2013–14                        | Vídeo |
| Marco Fabián       | Cruz Azul           | mexicano            | Campeonato Mexicano de Futebol de 2013–14 | Vídeo |
| Zlatan Ibrahimovic | Paris Saint-Germain | sueco               | Campeonato Francês de Futebol de 2013-14  | Vídeo |
| Pajtim Kasami      | Fulham              | suíço               | Premier League de 2013–14                 | Vídeo |
| Stephanie Roche    | Peamount United     | irlandesa           | Bus Eireann National League 2013-14       | Vídeo |
| James Rodríguez    | Colômbia            | colombiano          | Copa do Mundo FIFA de 2014                | Vídeo |
| Camilo Sanvezzo    | Vancouver Whitecaps | brasileiro          | Major League Soccer 2013                  | Vídeo |
| Hisato Sato        | Sanfrecce Hiroshima | japonêes            | J-League 2014                             | Vídeo |
| Robin van Persie   | Países Baixos       | neerlandês          | Copa do Mundo FIFA de 2014                | Vídeo |